# 西班牙语姓名
西班牙人名由名（nombre）和两个姓（apellidos）组成，姓氏分别源于父母世系，传统上来说，西班牙人的姓包括一个父姓（apellido del padre）和一个母姓（apellido de la madre），父姓在先而母姓在后，前者是父亲的父姓，后者是母亲的父姓。比如说，胡安·巴勃罗·费尔南德斯·德卡尔德隆·加西亚-伊格莱西亚斯（Juan Pablo Fernández de Calderón García-Iglesias）包括一个複名胡安·巴勃罗，一个父姓费尔南德斯·德卡尔德隆，和一个母姓加西亚-伊格莱西亚斯。

## 组成

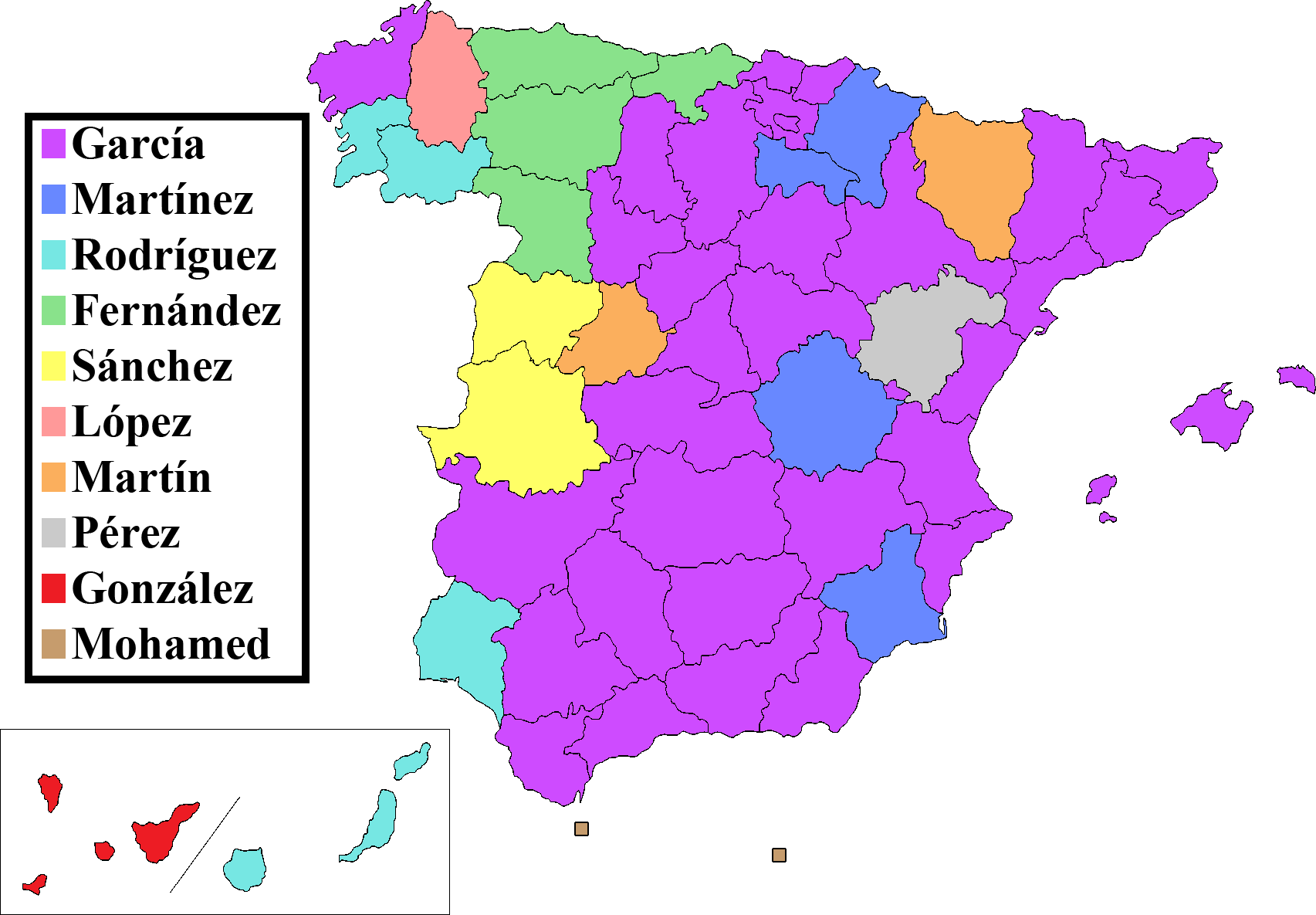
西班牙各省份最常见姓氏

西班牙姓名中，名字可以是简单的单名，也可以是组合型的複名。一个複名一般含两个单名，如胡安·巴勃罗（Juan Pablo）并非两个独立的名，而视同一个整体複名。西班牙人沒有中名的概念。
姓氏分别源于父母世系，传统上来说一个西班牙人的姓包括一个父姓（apellido paterno）和一个母姓（apellido materno），父姓在先而母姓在后，前者是父亲的父姓，后者是母亲的父姓。姓氏同样存在单複情况，各个部分之间用连词“和”（或）、介词“来自……的”（de，译为“德”且不加圆点:36）或者是破折号作间隔。
推测名姓结构有时会有差错，比如说作家塞瓦斯蒂亚·胡安·阿尔沃（1902-1984）被美国国会图书馆依据他姓名的最后一节阿尔沃加入姓氏首字母排序，即认为“阿尔沃”是他的姓，“塞瓦斯蒂亚·胡安”是他的名。但事实上“胡安·阿尔沃”是他的姓，应按照J作排列，尽管胡安很少作为姓氏出现。为了解决这样的问题，只能按照法律文档或是咨询本人来解决。
自1999年起，西国借由性别平等法案而允许两个姓氏的调序，同时也规定各兄弟姐妹的户口（Registro Civil）姓氏顺序必须一致。不过也有法律例外。自2013年起，如果父母双方在子女姓氏顺序上存在分歧，将要服从官方安排
。根据法律规定，子女在成年后也可以选择调换自己的姓氏顺序。例如，若男方爱德华多·费尔南德斯·加里多（Eduardo Fernández Garrido）同女方玛莉亚·多洛雷斯·马丁内斯·鲁伊斯（María Dolores Martínez Ruiz）成婚，得一子取名何塞（José），在法律上存在多种姓氏顺序选择，但大多数情况下他们的子女都叫作何塞·费尔南德斯·马丁内斯（José Fernández Martínez）。
西班牙人一般没有妇从夫姓的习俗，但是在某些上流社会场合，妻子的姓名后会用介词缀以丈夫的父姓，比如说妻子莱奥卡迪娅·布兰科·阿尔瓦雷斯（Leocadia Blanco Álvarez）会将丈夫佩德罗·佩雷斯·蒙蒂利亚（Pedro Pérez Montilla）的父姓佩雷斯缀于姓名之后，成为莱奥卡迪娅·布兰科·阿尔瓦雷斯·德佩雷斯（Leocadia Blanco Álvarez de Pérez），意为“佩雷斯的莱奥卡迪娅·布兰科·阿尔瓦雷斯”。这在日常交往中并不常见，也并没有法律意义。

## 简称
一个叫作何塞·安东尼奥·戈麦斯·伊格莱西亚斯（José Antonio Gómez Iglesias）的男子一般会被简称为戈麦斯或是戈麦斯·伊格莱西亚斯，很少简称为伊格莱西亚斯。人們會稱呼他為（即戈麦斯先生），而不是（伊格莱西亚斯先生），因為戈麦斯才是他的父姓。在不正式场合下的简称还包括：
1. 何塞·安东尼奥
2. 何塞（或直接写成）
3. 佩佩（何塞的昵称）
4. 安东尼奥/安东尼
5. 东尼奥（Toño，安东尼奥的昵称）
6. 何塞利托/何西托/何塞利略/何西科/何塞林（或），都是何塞的爱称；
7. 安东尼托/多宁/诺诺（或 ），安东尼奥的爱称；
8. 何西安（组合型词尾脱落）

在极为正式的场合下，可冠以尊称“唐”（Don）(女性則為唐娜)，称为堂何塞·安东尼奥或堂何塞。例如堂吉诃德。
哥伦比亚文豪加夫列尔·加西亚·马尔克斯（Gabriel García Márquez）有时会被媒体简称为“马尔克斯”，这是不正确的。正确的简称方式为加西亚·马尔克斯或是加西亚。但如果对方的姓氏包含一个较为常见的部分，用母姓作简称也并非完全不可取。例如西班牙前首相何塞·路易斯·罗德里格斯·萨帕特罗（José Luis Rodríguez Zapatero）的父姓罗德里格斯过于常见，可以简称为萨帕特罗；同样的例子包括社会主义领袖阿尔弗雷多·佩雷斯·鲁瓦尔卡瓦（Alfredo Pérez Rubalcaba）、文学家费德里戈·加西亚·洛尔卡（Federico García Lorca）和画家巴勃罗·鲁伊斯·毕加索（Pablo Ruiz Picasso）。
在英语环境下，为了避免简称上的错误，一些西班牙裔会将其父姓和母姓用连字号连接成为雙姓，比如波多黎各裔美国联邦众议员亚历山德里娅·奥卡西奥-科尔特斯本人姓氏为奥卡西奥-科尔特斯（Ocasio-Cortez），父姓和母亲姓氏分别为和（婚前姓），而AOC本人亦曾强调不要把当成她的姓氏。